# 風雲館
風雲館（ふううんかん）は、明治時代に中島彬夫によって大阪で設立された教育機関で、立教大学の前身校の1つである。英学に加えて、独逸学や漢学などが教授されたほか、夜学や分校、さらには女子専門の課も設けられた。演説会も盛んに開かれ活発な論議の場となったが、英和学舎と合併して閉校となった。校名として北浜風雲館と記述する文献もある。

## 概要
1877年（明治10年）1月15日、中島彬夫が大阪・北浜五丁目風雲館に英学私塾「風雲館」を開設する。
1877年（明治10年）2月3日、大阪での第六回目の演説会が風雲館で開かれ、浦谷義春の「自由論」をめぐってその後論争となった。
1877年（明治10年）6月に、風雲館は転塾し、さらに1878年（明治11年）2月12日に、風雲館が天満若松町七番地に移転し、夜学を開始する。その後、夜学は一旦閉じられたものの、同年10月には再開した。
学校が転々とする中、後に第五高等学校で夏目漱石の後任となった清水泰次郎（日本英文学会創設者）が、1877年（明治10年）11月から1878年（明治11年）9月まで風雲館に学び、独逸学・漢学を修めた。さらに清水は、北浜風雲館の館主の中島彬夫の要請により1878年（明治11年）11月から1879年（明治12年）3月まで、英学部教頭を務めた。
1879年（明治12年）9月1日、風雲館が大阪・北浜三丁目に分塾を設け、女学専門の課を設けて教授する。
1880年（明治13年）1月に、風雲館は大阪・英和学舎（現・立教大学）と合併して閉校となり、英和学舎には新たに夜学課が設置された。
1880年（明治13年）4月に、英和学舎は正教師にアーサー・モリス（英和学舎の前身校の聖テモテ学校初代校長）、ヘンリー・ラニング（聖バルナバ病院創設者）、テオドシウス・ティング（英和学舎創設者、立教専修学校初代校長）、ジョン・マキム（後の立教学院理事長）、補教師に谷井正道、中島虎次郎（後の奈良基督教会伝道師、奈良英和学校支援者）、漢学に中島氏彬、小笠原字一良、数学に立花義誠という教師陣で運営された。
1881年（明治14年）3月には、中島氏彬（英和学舎で漢学教授を担当）が大阪上等裁判所を辞し、前年に英和学舎と合併して閉校した風雲館を再興した。